# 黄军就
黄军就（1980年—）广东江门人，中华人民共和国生物学家。

## 生平
黄军就早年在江门一中上初中、高中。在高三时获多个竞赛奖项，仅1999年便获广东省生物（奥林匹克）竞赛二等奖、广东省中学生生物学竞赛（决赛）三等奖、全国高中化学竞赛国家一等奖。2000年高中毕业，进入中山大学生物技术专业学习。
2015年4月18日，生物学杂志《蛋白质与细胞》在线发表了中山大学副教授黄军就及其团队的一篇研究，黄军就及其团队完成了世界上首次在人类胚胎开展的基因修改实验，首次利用CRISPR-Cas9技术修改人类胚胎基因，该技术试图修改人类胚胎中一个可能因为突变导致β-地中海贫血症的基因。这为治疗在中国南方儿童中常见的遗传病地中海贫血症提供了可能。然而由于此类实验涉及学术伦理，所以在获得关注的同时也引发了争议。2015年12月17日，《自然》杂志将黄军就列入2015年度全球十大科技人物。